# Glase
Glase (norröna: Glasir, "den lysande") är i nordisk mytologi ett högt träd, eller en lund, som står i Asgård utanför Valhall. Dess barr eller löv är av rött guld. Kanske är namnet "Glase" ett heite för världsträdet Yggdrasil.

## Källtexterna
I den prosaiska Eddan – Snorre Sturlassons lärobok för blivande skalder – ställs i Skáldskaparmál, kapitel 32, frågan vilka kenningar som kan användas för att känneteckna "guld". Frågan besvaras sedan med en lång uppräkning av sådana omskrivningar. En av dessa är "Glases barr" (barr Glasis), vilket får en utförligare förklaring i kapitel 34:
| Varför kallas guldet Glases barr eller löv? I Asgård utanför Valhalls dörrar står ett träd som kallas Glase, och dess löv är helt av rött guld, som det har diktats här: Glase står med gyllene löv framför Sigtyrs salar. Det är det vackraste trädet bland asar och människor. | Hví er gull kallat barr eða lauf Glasis? Í Ásgarði fyrir durum Valhallar stendr lundr sá er Glasir er kallaðr, en lauf hans alt er gull rautt, svá sem hér er kveðit at Glasir stendr með gullnu laufi fyrir Sigtýs sǫlum. Sá er viðr fegrstr með goðum ok mǫnnum. |  |

Det anonyma fragment på ljóðaháttr som Snorre citerar kommer kanske från ett nu förlorat mytologiskt kväde. Glase kallas av Snorre både för "lund" (lundr) och "träd" (viðr). Men troligen rör det sig om ett stort träd. Rudolf Simek gissar att det kan ha varit namnlikheten med det sägenomspunna lycksalighetslandet Glasisvellir (eller Glæsisvellir: "de lysande fälten") som fick Snorre att associera till en grönskande lund. I den eddiska konglomeratdikten Helgakviða Hjǫrvarðssonar förekommer i första strofen också ett Glaseslund (Glasislundr: "den lysande lunden"), där en talande fågel förmedlar ryktet att kung Hjörvards hustrur är de vänaste i riket:
| Dock hör jag Hjörvards hustrur prisas av goda kämpar i Glaseslund. | Þó hagligar Hjǫrvarðs konur gumnum þykkja at Glasislundi. |  |

Även Glaseslund brukar av forskningen kopplas samman med det mytiska sagolandet Glasisvellir.
En sista gång återvänder Snorre i Skáldskaparmál till trädet (eller lunden) Glase. Det sker i kapitel 45 där han konstaterar att det i det gamla Bjarkamál uppräknas många namn på guld. Ett av dessa är "Glases glödbarr" (Glasis glóbarri). Men om Glase är ett träd med gyllene barr, eller löv, som står vid Valhall, så leder det tankarna till världsträdet Yggdrasil som ju också har andra namn i källorna, t.ex. Lärad och Mímameiðr ("Mimes träd").
Det är möjligt att trädnamnet Glase (Glasir) också förekommer i två kenningar i  eddadikten Fjölsvinnsmál. I inledningen till strof 24 sägs tuppen "Víðófnir (Gullinkambe) stå på Veðrglasir, Mimes träds grenar". Ordet veðr betyder "storm", "väder" och "oväder", varför Veðrglasir skulle kunna vara den synliga delen av världsträdet Glasir; den del som är ovan jord. I strof 28 nämns underjordens härskarinna med kenningen Eir Aurglasis. Eir är i skaldediktningen ett vanligt heite för "kvinna" och aurr betyder "lera", "jord" och "grus", varför Aurglasir då skulle kunna syfta på världsträdets underjordiska del. Båda stroferna har dock av olika översättare tolkats på olika sätt, vilket sammanhänger med att Fjölsvinnsmál endast har bevarats i mycket bristfälliga avskrifter.